# Diapontia
Diapontia Keyserling, 1876 è un genere di ragni appartenente alla famiglia Lycosidae.

## Distribuzione
Le 4 specie note di questo genere sono state reperite in America meridionale: la specie dall'areale più vasto è la D. uruguayensis rinvenuta in Brasile, Argentina, Perù e Uruguay. Le altre tre specie sono state trovate solo in Argentina.

## Tassonomia
L'aracnologo Roewer in un suo lavoro (1960d) sugli esemplari tipo Diapontia gracilis Keyserling, 1881, considerò questi esemplari quale genere a sé e costituì Arctosippa; contra un analogo lavoro dell'aracnologo Guy del 1966 che considera queste specie come sottogenere di Diapontia Keyserling, 1876.
Non sono stati esaminati esemplari di questo genere dal 1945.
Attualmente, a gennaio 2017, si compone di 4 specie:
- Diapontia niveovittata Mello-Leitão, 1945 — Argentina
- Diapontia pourtaleensis Mello-Leitão, 1944 — Argentina
- Diapontia senescens Mello-Leitão, 1944 — Argentina
- Diapontia uruguayensis Keyserling, 1877[2] — Brasile, Perù, Uruguay, Argentina

### Specie trasferite
- Diapontia alboguttulata (L. Koch, 1878); trasferita al genere Kangarosa Framenau, 2010[1]
- Diapontia sacra (C. L. Koch, 1847); trasferita al genere Aglaoctenus Tullgren, 1905